# Wallacemonumentet

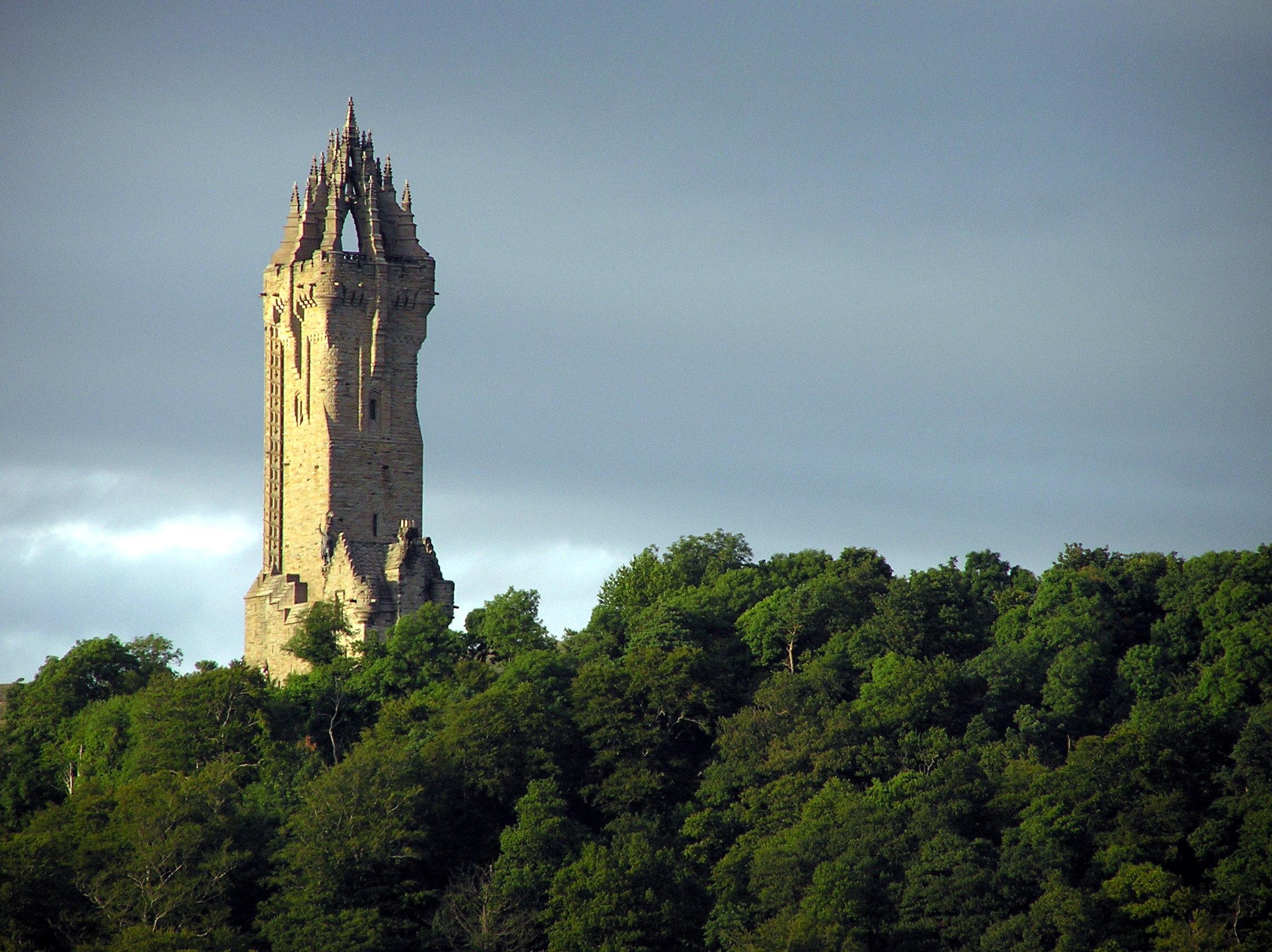
Wallacemonumentet

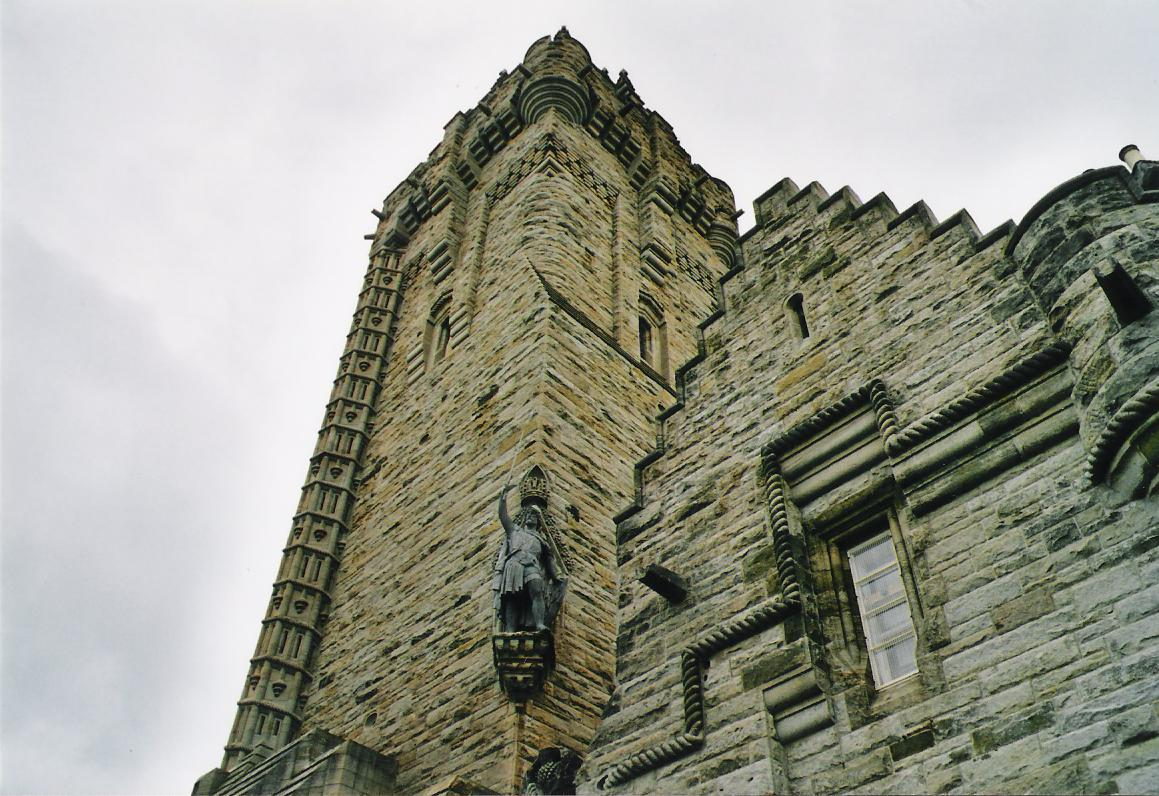
Wallacemonumentet, med en staty som föreställer William Wallace

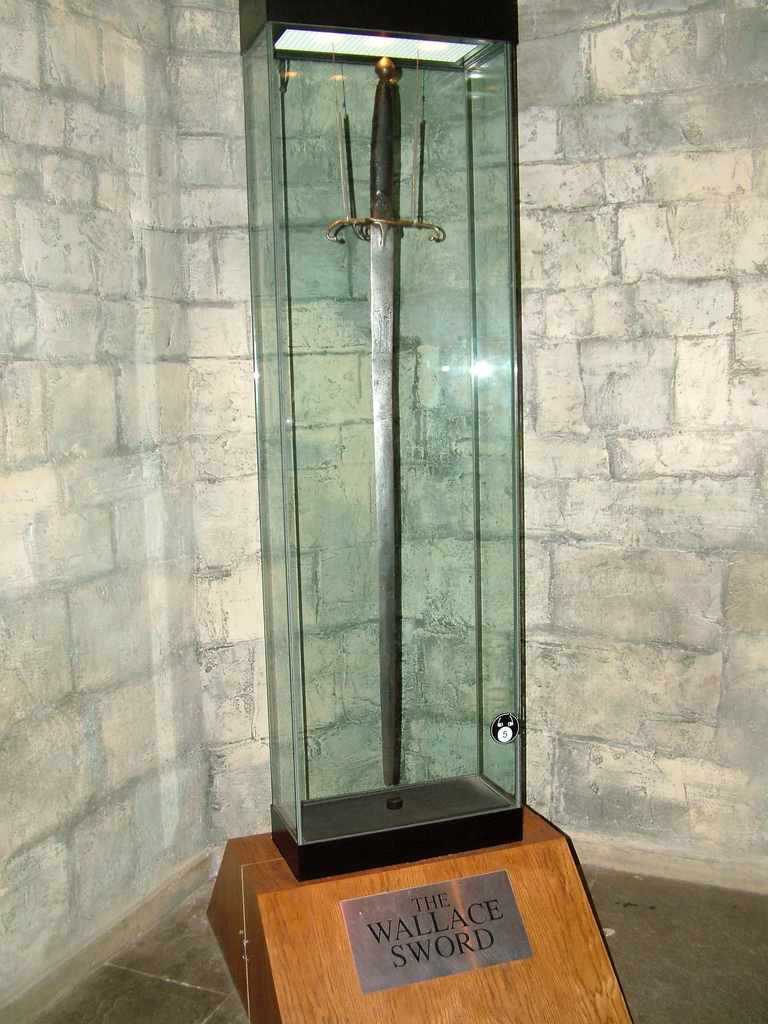
William Wallaces svärd inuti Wallacemonumentet

Wallacemonumentet (engelska Wallace National Monument) är ett torn som står på toppen av Abbey Craig, en kulle i närheten av Stirling i Skottland. Monumentet är tillägnat den skotska 1200-talshjälten William Wallace.
Monumentet började byggas under 1800-talet för att öka den nationella känslan i Skottland. Tornet, som är 67 meter högt, stod färdigt 1869. Det är ritat av arkitekten John Thomas Rochead i viktoriansk gotisk stil.
Wallacemonumentet är öppet för allmänheten, och man får gå 246 trappsteg för att komma upp till toppen. Från toppen finns utsikt över Ochil Hills och Forth Valley.